# Lement a nap a maga járásán
A Lement a nap a maga járásán kezdetű népdalt Vikár Béla gyűjtötte a Somogy vármegyei Somogyszobon 1898-ban. A fonográfhengerre vett változaton a 2. és 3. sorban G helyett Gisz van. A felvételt Bartók Béla jegyezte le.
Ady Endre idézi a dalt A cigány a vonójával c. versében.
Feldolgozások:
| Szerző        | Mire                    | Mű                                          | Előadás |
| ------------- | ----------------------- | ------------------------------------------- | ------- |
| Péter József  | három szólamú vegyeskar | Balatonvidéki népdalok, 2. dal              |         |
| Ádám Jenő     | ének, zongora           | „Röpülj páva” 7. dal Pianoforte IV. 10. dal |         |
| Kodály Zoltán | vonósnégyes             | I. Vonósnégyes                              | [ 3 ]   |

## Kotta és dallam
Ha meghalok, temetőbe visznek,

a síromra fakeresztet tesznek.

Jöjj ki hozzám holdvilágos este,

úgy borulj le a sírkeresztemre.

## Felvételek
- Lement a nap a maga járásán. Énekli: Némethné Kovács Magda  YouTube (2009. február 19.)  (Hozzáférés: 2016. február 14.) (fényképsorozat, audió)
- Lement a nap a maga járásán-Megyen már a hajnalcsillag. Bernáth Zoltán Tamásné (ének), Kalmár Lajos (furulya)  indavideó (2010. június 15.)  (Hozzáférés: 2016. február 14.) (videó)
- Lement a nap a maga járásán. Énekel: Farkas Rozika  musicMe (2013. október)  (Hozzáférés: 2016. február 14.) (audió) arch
- Könyv I (Book I). Messzi tábortüzek (Hozzáférés: 2016. február 14.) (audio) arch
- Somogyi betyárballada. Előadja: Vikár Béla Nőikar, Dunavecse  YouTube (2013. július 8.)  (Hozzáférés: 2016. február 14.) (audió) 3:50-től.